# Pałac w Karsznie
Pałac w Karsznie – zabytkowy pałac w Karsznie – części Nowego Warpna (powiat policki, województwo zachodniopomorskie).
Neorenesansowy pałac zbudowany pod koniec XIX wieku, położony nad brzegiem Jeziora Nowowarpieńskiego, na skraju Puszczy Wkrzańskiej. Z okien pałacu rozciąga się widok na jezioro i półwysep Nowowarpieński oraz wyspę Riether Werder.

## Położenie
Pałac znajduje się w Karsznie – dzielnicy Nowego Warpna. Położony jest w odległości ok. 300 m od drogi wojewódzkiej nr 114, po jej zachodniej stronie. Droga prowadząca do pałacu krzyżuje się z drogą wojewódzką (ul. Szczecińską) w odległości ok. 100 m za zabytkowym kościołem w Karsznie (patrząc od centrum Nowego Warpna). Ze względu na zadrzewienie terenu, pałac nie jest bezpośrednio widoczny z drogi wojewódzkiej. Mimo reprezentacyjnego wyglądu pałac nie jest szeroko znany. Spowodowane to jest jego skrytym położeniem oraz faktem, że przez wiele powojennych lat nie był on publicznie dostępny (mieściła się w nim placówka Wojsk Ochrony Pogranicza, a następnie Straży Granicznej).

## Historia
Inicjatorem budowy pałacu i całego założenia pałacowo-parkowego był Albrecht von Enckevort – właściciel majątku Karszno od 1884 (w rękach rodziny Enckevortów Karszno pozostawało od 1766 do II wojny światowej). Pałac wybudowano w 1898 w stylu neorenesansu francuskiego. Wzory czerpano m.in. z architektury zamków nad Loarą. 
W 1945 majątek został upaństwowiony. W latach 1974–1983 w pałacu przeprowadzono gruntowny remont dostosowując go do pełnionej funkcji Strażnicy WOP Karszno. W 2009 użytkownikiem pałacu została Książnica Pomorska, która ulokowała tu swoją bibliotekę składową. W pałacu odbywać się także miały imprezy kulturalne, konferencje, wystawy oraz plenery artystyczne. Po kilku latach pałac wrócił do gminy, która wystawiła go na sprzedaż. Nowy właściciel pałacu rozpoczął jego kompleksowy remont. W pałacu będzie prawdopodobnie prowadzona działalność hotelowo-bankietowa.

## Opis
Pałac jest budowlą jednopiętrową, podpiwniczoną, przykrytą mansardowym dachem z lukarnami (jedną od strony frontowej i trzema od strony tylnej). Współcześnie dach jest pokryty blachą, pierwotnie był kryty łupkiem.
Prostokątna bryła, zbudowanego z klinkierowej cegły pałacu, wzbogacona została:
- niewielkim ryzalitem środkowym w fasadzie frontowej;
- dwoma bocznymi, zakończonymi trójbocznie, wydatnymi ryzalitami w fasadzie tylnej;
- trójkondygnacyjną, kwadratową wieżą przy elewacji bocznej, północnej;
- jednokondygnacyjną przybudówką, zakończoną półkoliście przy elewacji bocznej południowej.

Pomiędzy bocznymi ryzalitami elewacji tylnej umiejscowiono rozległy taras wsparty na arkadach.
Elewacje pałacu urozmaicają liczne zdobienia w postaci gzymsów, opasek okiennych, półkolumn i pilastrów. Na elewacji frontowej umieszczono herb rodziny Enckevort.
Wyposażenie ruchome pałacu nie zachowało się. W ciągu ostatnich kilkudziesięciu lat wymieniono także większość stolarki okiennej, podłóg, instalacji wewnętrznych itp. Całkowicie przebudowano klatkę schodową (dawną – drewnianą zastąpiła żelbetowa).

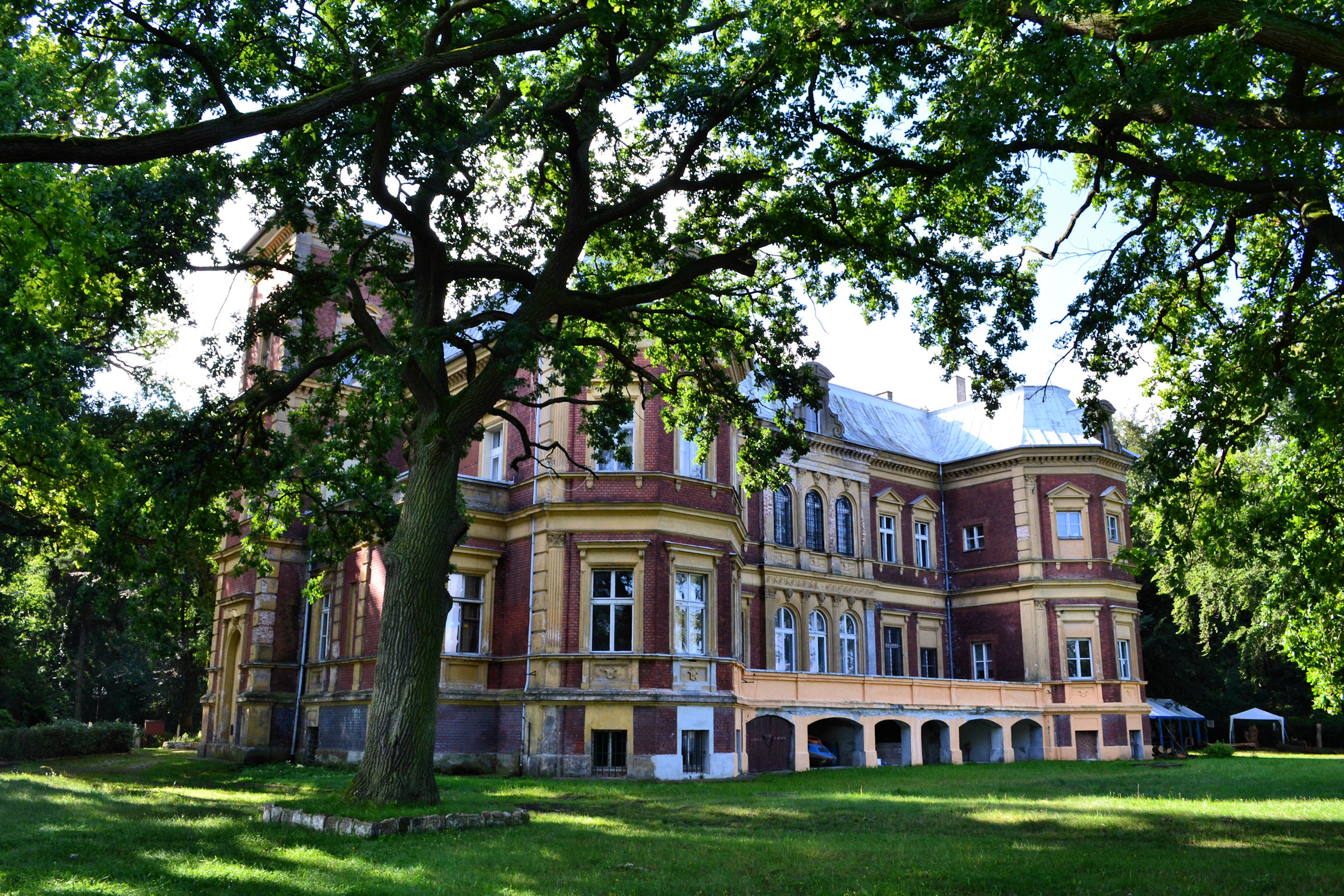
Fasada tylna (przed remontem)
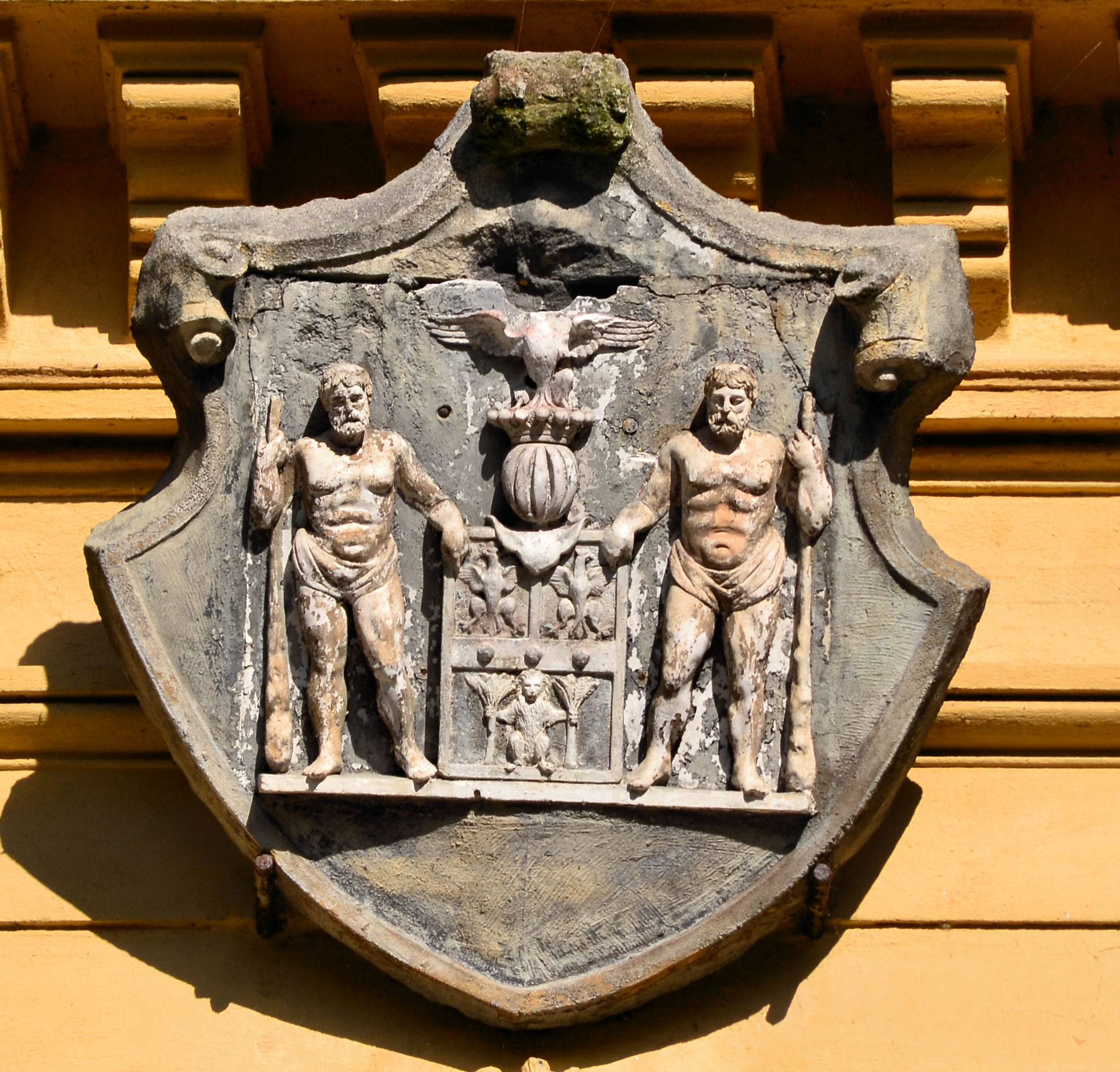
Herb von Enckevort
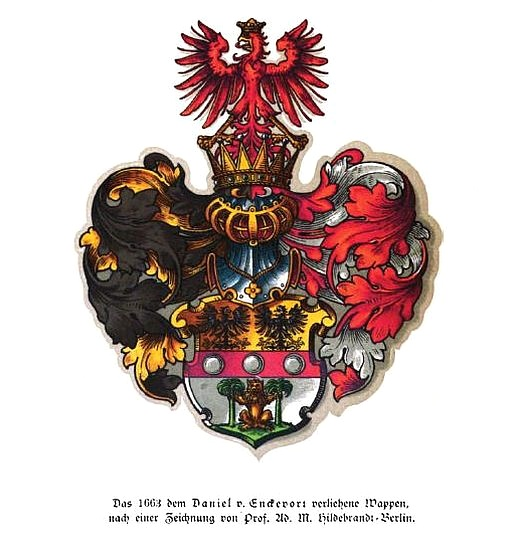
Herb von Enckevort
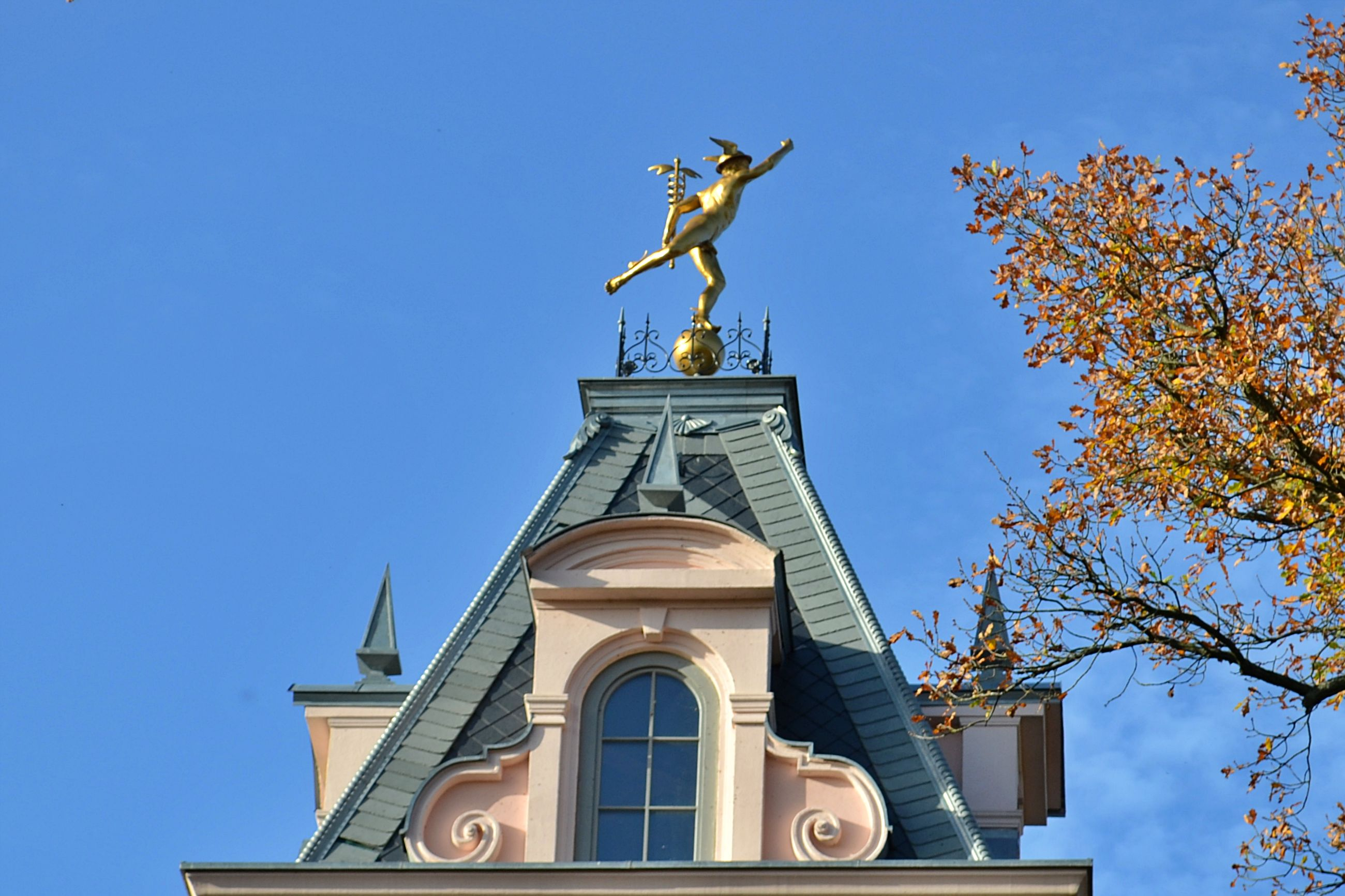
Figura Hermesa na wieży